# Председатель исполнительного совета Ирландского Свободного государства
Председатель исполнительного совета Ирландского Свободного государства (ирл. Uachtarán ar Ard-Chomhairle Shaorstát Éireann) — глава правительства Ирландии в 1922—1937.
Должность была учреждена по конституции 1922 года и в целом соответствовала статусу премьер-министра других доминионов с двумя существенными отличиями:
- Председатель исполнительного совета избирался Дойлом (причём им мог стать любой депутат, а не только лидер партии, хотя на практике эта должность находилась в руках лидера крупнейшей в Дойле партии) и только после этого утверждался генерал-губернатором, причём Исполнительный совет формировался исключительно по предложению Председателя исполнительного совета, а не генерал-губернатора.
- Председатель исполнительного совета не мог отстранить кого-либо из министров от должности без роспуска правительства в целом и не мог просить генерал-губернатора о роспуске парламента без согласия всего исполнительного совета.

В 1937 Ирландия была провозглашена республикой, и Председатель исполнительного совета был заменён на Тишока, который получил более широкие полномочия, в частности, право отставки министров и роспуска парламента.

## Список Председателей исполнительного совета
| №  | Имя                   | Портрет | Вступил в должность | Покинул должность | Число сроков | Партия            |
| -- | --------------------- | ------- | ------------------- | ----------------- | ------------ | ----------------- |
| 1. | Уильям Томас Косгрейв |         | 6 декабря 1922      | 9 марта 1932      | 5 сроков     | Куманн на нГэдалл |
| 2. | Имон де Валера        |         | 9 марта 1932        | 29 декабря 1937   | 3 срока      | Фианна Файл       |